# Miedzianka (potok)
Miedzianka (cs. Oleška) – potok na Obniżeniu Żytawsko-Zgorzeleckim, dopływ Nysy Łużyckiej, przepływa przez cały obszar miasta Bogatyni. Potok ma źródło w Czechach, jego czeska część nazywa się Oleška.
Przy ul. Strumykowej do Miedzianki wpada potok Jaśnica.

## Historia
Nazwę Miedzianka wprowadzono urzędowo zarządzeniem w 1951 roku, zastępując poprzednią niemiecką nazwę Kipper.
W 2009 roku przeprowadzono badania jakości wody w punkcie granicznym na Miedziance, gdzie oceniono elementy fizykochemiczne na II klasę jakości.
7 sierpnia 2010 r. w wyniku ulewnych deszczów Miedzianka wystąpiła z brzegów, zalewając Bogatynię i okoliczne miejscowości.